# Ca l'Ermet
Ca l'Ermet és una obra de Torrefeta i Florejacs (Segarra) inclosa a l'Inventari del Patrimoni Arquitectònic de Catalunya.

## Descripció
Edifici en estat ruïnós de quatre façanes i originalment dues plantes (actualment totes ensorrades). A la façana est hi ha dues finestres a la segona planta. Davant de la façana hi havia un mur tancat que sols conserva la part esquerra.
A la façana nord no hi ha cap obertura. A la façana oest no hi ha cap obertura, i la part esquerra està enderrocada. La façana sud es troba pràcticament enderrocada. No conserva la coberta que era de dues vessants (nord-sud). Davant de la façana sud, hi ha uns petits edificis que tenien funció ramadera. Tenen tres entrades orientades al nord, davant de la façana sud de la casa. A la resta de façanes no hi ha obertures. Davant de la façana sud d'aquestes edificis, hi ha una era tancada per murs.